# Stročja vas
Stročja vas je naselje u slovenskoj Općini Ljutomeru. Stročja vas se nalazi u pokrajini Štajerskoj i statističkoj regiji Pomurju. 

## Stanovništvo
Prema popisu stanovništva iz 2002. godine naselje je imalo 490 stanovnika.